# دریاچه الکالی، بریتیش کلمبیا
دریاچه الکالی، بریتیش کلمبیا (به انگلیسی: Alkali Lake, British Columbia) یک منطقهٔ مسکونی در کانادا است که در بریتیش کلمبیا واقع شده‌است.